# Garath McCleary
Garath McCleary (Oxford, 15 maggio 1987) è un calciatore giamaicano con cittadinanza britannica, attaccante del Wycombe e della Nazionale giamaicana.

## Carriera

### Club
Il 20 marzo 2012 è stato autore di ben 4 reti nella vittoria esterna per 3-7 sul campo del Leeds.

### Nazionale
Viene convocato per la Copa América Centenario negli Stati Uniti.

## Palmarès

### Club

#### Competizioni regionali
- Kent Senior Cup: 1

Barnet: 2006-2007